# ليندا لورنس
ليندا لورنس (بالإنجليزية: Lynda Laurence)‏ هي مغنية أمريكية، ولدت في 20 فبراير 1949 في فيلادلفيا في الولايات المتحدة.

## وصلات خارجية
- ليندا لورنس على موقع IMDb (الإنجليزية)
- ليندا لورنس على موقع ميوزك برينز (الإنجليزية)
- ليندا لورنس على موقع ديسكوغز (الإنجليزية)